# Adtalem Global Education
Adtalem Global Education est une entreprise américaine spécialisée dans l'enseignement supérieur.

## Histoire
En septembre 2020, Adtalem Global Education annonce l'acquisition de l'université Walden à Laureate Education pour 1,48 milliard de dollars.